# Kloster Hauteseille
Das Kloster Hauteseille (Alta Silva, deutsch: Hohenforst; auch Abtei Ober-Seille) ist eine ehemalige Zisterzienserabtei in der Gemeinde Cirey-sur-Vezouze im Département Meurthe-et-Moselle, Region Grand Est,  27 km nordöstlich von Baccarat, Frankreich.

## Geschichte
Im Jahr 1140 gründete die Gräfin von Salm Agnes von Langstein die Abtei als Tochterkloster von Kloster Theuley aus der Filiation der Primarabtei Morimond. Die Kirche wurde 1176 durch den Bischof von Toul geweiht. Noch im ausgehenden Mittelalter wurde der kirchenamtliche Schriftverkehr mit dem auf französischem Boden gelegenen Kloster in deutscher Sprache geführt.
In den Kriegen des 15. und des 17. Jahrhunderts wurde das Kloster stark beeinträchtigt. Die barocken Abteigebäude wurden 1737 von A. Malbert errichtet. Die nach einer Plünderung im Jahr 1789 verbliebenen Reste des Klosters wurden 1791 verkauft. Die Anlage ist seit 1927 in die Liste der Monuments historiques eingetragen.

## Bauten und Anlage
Erhalten ist ein Teil der von vier kräftigen Lisenen gegliederten Westfassade der dreischiffigen Kirche mit fünf Langhaus- und 10 Seitenschiffsjochen (s. Abbildung), die einen dreiseitigen Chorschluss und ein Querhaus hatte, mit einem auf beiden Seiten von je zwei Blendbögen flankierten romanischen Portal ohne Tympanon und Fenstern sowie zwei Okuli im Obergeschoss. Die Fassade ist von G. Durand (in Églises romanes des Vosges, 1913) als die „aufwendigst verzierte, die es auf lothringischem Boden gibt“, bezeichnet worden. Weiter sind ein barockes Torhaus und ein als landwirtschaftliches Anwesen genutzter Wirtschaftshof erhalten.